# Stemming (meningsuiting)

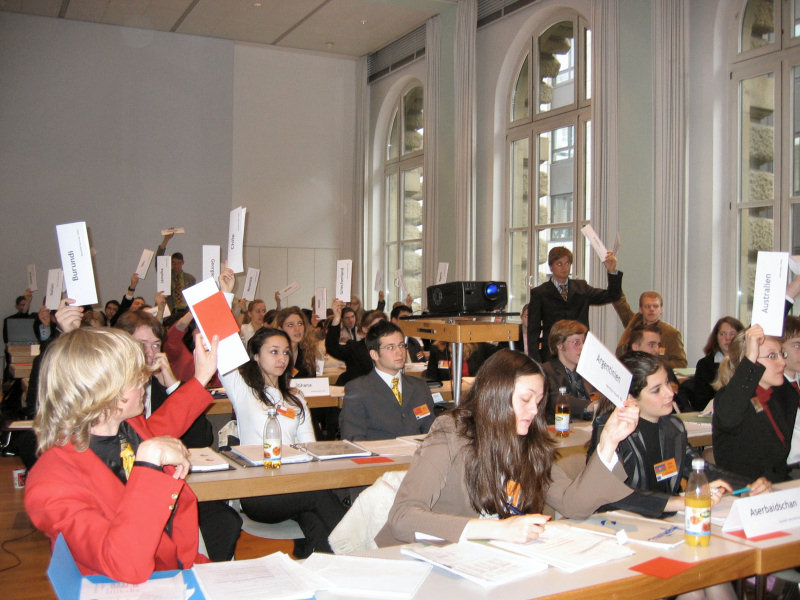
Stemming met handopsteking bij de Model-Verenigde Naties.

Binnen democratische organisaties, verenigingen en landen wordt op verschillende momenten de mening van de leden of bevolking gepeild. Naast een stemming in een vergadering kan het ook gaan om:
- Opiniepeiling
- Verkiezing
- Referendum

In het kader van bijvoorbeeld de verkiezing of de opiniepeiling mag de stemgerechtigde stemmen, oftewel zijn voorkeur uitspreken. De uitslag van een stemming kan bindend zijn. De uitslag van bijvoorbeeld politieke verkiezingen (bijvoorbeeld presidentsverkiezingen) is bindend, de uitslag van een opiniepeiling is niet bindend.

## Besluitvorming
Er zijn veel vergaderingen en colleges waarin besluiten worden genomen door te stemmen. Ook buiten de politiek, bijvoorbeeld de algemene vergadering van aandeelhouders, de algemene ledenvergadering van een vereniging, een rechterlijk college, een bestuurscollege, een bestuursvergadering enz.

## Hoofdelijk stemmen of briefstemmen
Bij online-vergaderen kan er digitaal worden gestemd via een applicatie. Dit geldt ook bij digitale raadsvergaderingen.
Bij een vergadering kan er (openbaar) hoofdelijk worden gestemd of worden gestemd met briefstemmen - bij gemeenteraadsvergaderingen bijvoorbeeld per koerier of door stem tevoren bij de griffie in te leveren.